# Sekai de ichiban tsuyoku naritai!
Sekai de ichiban tsuyoku naritai! (世界でいちばん強くなりたい!? lett. "Voglio essere la più forte del mondo!"), anche noto come Sekatsuyo (セカツヨ?), è un manga shōnen scritto da ESE e disegnato da Kiyohito Natsuki, serializzato su Comic Earth Star di Earth Star Entertainment dal 12 ottobre 2011 al 12 dicembre 2013. Un adattamento anime, prodotto da Arms, è stato trasmesso in Giappone tra il 6 ottobre e il 22 dicembre 2013.

## Trama
Sakura Hagiwara è una idol facente parte del gruppo pop Sweet Diva. Insieme alla sua collega, amica e rivale Elena Miyazawa, si reca in una palestra di wrestling femminile per un servizio fotografico, quando d'improvviso la lottatrice Rio Kazama le prende di mira costringendo Elena a sfidarla, ma finendo subito al tappeto. Decisa a vendicarla, Sakura sfida d'impulso Rio ad un incontro regolare, ma finendo anche lei sconfitta e umiliata. Decide, comunque, di continuare a combattere nel circuito di wrestling femminile per riconquistare l'onore perduto.

## Personaggi
Sakura Hagiwara (萩原 さくら?, Hagiwara Sakura)
Doppiata da: Ayana Taketatsu
Protagonista della serie, Sakura è una idol e cantante di punta del gruppo Sweet Diva. Dopo essere stata battuta da Rio Kazama nel tentativo di difendere la sua amica Elena, Sakura decide di unirsi alla palestra di wrestling femminile Berserk, dove, dopo numerosi fallimenti, riesce a migliorare come combattente e ad arrivare a sconfiggere la sua rivale. In seguito decide di continuare con il wrestling professionistico e, dopo il suo scontro con Jackal Tojo, di diventare la più forte del mondo. Sakura è una ragazza vivace, ingenua ed emotiva, ma è fiduciosa in quello che fa come cantante e wrestler professionista, e con il progredire della serie diventa più seria nei combattimenti. Inoltre, desidera aiutare gli altri combattenti a sentirsi meglio. Come wrestler è piccola e leggera, quindi è brava nelle tecniche di salto che fanno uso della leggerezza come i calci in caduta, gli attacchi in volo e la sua mossa speciale denominata "Sakura Special", un salto mortale con doppio calcio che trae ispirazione dalla sua professione come idol.
Elena Miyazawa (宮澤 エレナ?, Miyazawa Erena)
Doppiata da: Kana Asumi
Elena è la co-cantante delle Sweet Diva e migliore amica di Sakura, nonché segretamente sua rivale in quanto gelosa del suo talento. L'aver perso contro Rio Kazama, nel voler difendere l'onore delle idol al posto di Sakura, è ciò che porta la sua amica a entrare nel mondo del wrestling professionistico, di fatto sostituendola come cantante principale delle Sweet Diva. Ciò, però, non le dà soddisfazione in quanto non ha potuto competere con Sakura, e quando quest'ultima annuncia di voler continuare la sua carriera nel wrestling si sente responsabile di quanto è accaduto. Decide, quindi, di unirsi alla palestra di Juri Sanada con l'obbiettivo di diventare più forte per battere Sakura e riportarla nelle Sweet Diva. Per mantenere l'anonimato si crea l'identità di Blue Panther, una lottatrice vestita con un costume blu dalle sembianze feline, e il suo stile di combattimento si basa sul sambo e su alcune tecniche della sua insegnante. Alla fine finisce per perdere, ma grazie all'intervento di Jackal Tojo lei e Sakura decidono di impiegare entrambe le loro professioni.

### Palestra Berserk
Misaki Toyoda (豊田 美咲?, Toyoda Misaki)
Doppiata da: Kyoko Narumi
Una lottatrice professionista e asso della palestra Berserk, detentrice dei titoli di campionessa femminile e campionessa di tag team e 12° nel circuito mondiale Shangri-La. Sebbene sia una wrestler, è anche un "artista di combattimento" che lavora anche come cantante e si colloca in cima alle classifiche di successo, e ha anche un posto come "produttore di combattimenti", occupandosi anche della produzione teatrale e dei costumi. Dopo aver assistito alla sfida di Sakura contro Rio Kazama, ha deciso di prenderla sotto la sua ala, insegnandole rigorosamente l'essenza del wrestling professionistico e rendendola la sua discepola su sua richiesta. Esattamente come Sakura anche lei all'inizio era una idol che ha deciso di intraprendere la carriera del wrestling professionistico, e allo stesso modo aveva subito diverse sconfitte consecutive al punto da sentirsi frustrata, ma venendo salvata dalla guida di Jackal Tojo. Fedele alla sua posizione di asso, Misaki è di gran lunga una delle lottatrici più forti, se non la più forte, dotata di molta resistenza ed è in grado di sfuggire a un sacco di prese di sottomissione con facilità.
Rio Kazama (風間 璃緒?, Kazama Rio)
Doppiata da: Haruka Tomatsu
Una lottatrice di talento della palestra Berkerk e 65° nel circuito mondiale Shangri-La, caratterizzata da un temperamento aggressivo e arrogante. Proprio per questo insulta Sakura ed Elena in visita alla palestra, affermando che essere una idol non è allo stesso di livello di essere una wrestler professionistica, e finendo per sconfiggerle entrambe. Alla fine, tuttavia, Rio verrà sconfitta da Sakura, riconoscendone la determinazione e iniziando a rispettarla. È specializzata in varie prese di sottomissione.
Ryo Nishihara (西原 涼?, Nishihara Ryō)
Doppiata da: Hitomi Nabatame
L'allenatrice della Berserk. All'inizio era molto scettica nei confronti di Sakura, ma dopo averne visto i risultati negli allenamenti è rimasta sbalordita dalla sua tenacia.
Chinatsu Suzumoto (鈴元 千夏?, Suzumoto Chinatsu)
Doppiata da: Suzuko Mimori
Una delle lottatrici della palestra Berserk al suo secondo anno come wrestler professionistica e prima avversaria di Sakura nel suo incontro di debutto come professionista. È una ragazza gentile che decide di aiutare Sakura nei suoi allenamenti. Nonostante la sua corporatura piccola e snella, è in grado di eseguire delle mosse potenti come la Boston crab e prendere sia Sakura che, successivamente, Moe e lanciarle. È anche veloce in piedi e molto flessibile, in grado di sfuggire alle varie prese di sottomissione, tranne in quelle che prevedono l'intero corpo. Nel manga il suo costume è blu e le copre il corpo, mentre nell'anime è arancione a due parti e indossa degli stivali neri.
Kurea Komiyama (小宮山 紅亜?, Komiyama Kurea)
Doppiata da: Sumire Uesaka
Una delle lottatrici della palestra Berserk. Kurea è una potente lottatrice, che utilizza mosse di sottomissione e manovre basate sulla forza come Boston crab, German suplex e Powerbomb. Viene vista come il "carro armato" del gruppo, abile nel lottare con gli avversari più grandi. A differenza delle sue compagne non dimostra un comportamento arrogante, ma è piuttosto aggressiva e orgogliosa di essere una forte lottatrice. Nel secondo OAV viene rivelato che ha esperienza nel sumo col lubrificante.
Yumbo Yamamoto (ユンボ山本?, Yamamoto Yumbo)
Doppiata da: Ayahi Takagaki
Yumbo è una heel wrestler della Berserk e capo della Lega brutale, un gruppo di combattenti che non si fanno scrupoli nel commettere scorrettezze durante gli incontri. Si presenta come una grossa combattente in stile punk e armata con uno shinai. Deteneva il titolo di Campionessa di tag team insieme alla compagna Hornet, prima di perderlo contro Sakura e Misaki.
Hornet (ホーネット?, Hōnetto)
Doppiata da: Sora Tokui
Hornet è una heel wrestler facente parte della Lega brutale. Il suo nome deriva dalla sua maschera simile a un calabrone. Deteneva il titolo di Campionessa di tag team insieme alla compagna Yumbo, prima di perderlo contro Sakura e Misaki.
Excavator Sakuya (エクスカベータ咲夜?, Ekusukabēta sakuya)
Doppiata da: Makiko Miura
Una lottatrice della Lega brutale. È un personaggio originale dell'anime.
Seiichi Inoba (猪場 清一?, Inoba Seiichi)
Doppiato da: Fumihiko Tachiki
Il presidente della palestra Berserk, un ex wrestler professionista di cinquantuno anni.
Moe Fukuoka (福岡 萌?, Fukuoka Moe)
Doppiata da: Hisako Kanemoto
Una studentessa del liceo nonché campionessa del circuito mondiale di karate bugen-ryū e nipote del mentore di Inoba, con cui ha uno stretto rapporto sin dalla tenera età. Si è interessata al wrestling professionistico grazie a Sakura, verso cui prova una profonda ammirazione. In quanto esperta di karate, Moe può combinarlo con il wrestling, usando colpi potenti per far barcollare il suo avversario; tuttavia, poiché è nuova nel settore, deve ancora abituarsi al dolore che i lottatori soffrono quotidianamente, e ha la tendenza a sprecare la sua resistenza fin dall'inizio del match, dando al suo avversario una facile vittoria.

### Sweet Diva
Aika Hayase (早瀬 愛華?, Hayase Aika)
Doppiata da: Sora Amamiya
Un membro del gruppo idol Sweet Diva che è sempre insieme a Yuuho. Sebbene brillante e allegra come Sakura, Aika è anche un po' timida.
Yuuho Mochizuki (望月 悠歩?, Mochizuki Yūho)
Doppiata da: Miku Itō
Un membro del gruppo idol Sweet Diva che è sempre insieme ad Aika. È la più umoristica del gruppo.
Nanami Kanno (菅野 七海?, Kanno Nanami)
Doppiata da: Yuka Ōtsubo
La leader delle Sweet Diva. Come Elena e Sakura ha 17 anni, ma si comporta in modo molto più maturo, venendo vista come la sorella maggiore del gruppo.
Makoto Kirishima (桐島 真琴?, Kirishima Makoto)
Doppiata da: Eri Kitamura
La manager delle Sweet Diva.

### Altri
Presidente del "Fan Club di Sakura Hagiwara" (萩原さくらファンクラブ会長?, Hagiwara Sakura fankurabu kaichō)
Doppiato da: Nobuhiko Okamoto
Un ragazzo grasso con gli occhiali che indossa un cappotto Happi e una fascia con la scritta "I ♥ Sakura" sulla testa. Supporta Sakura sin da quando era nelle Sweet Diva, e continua a farlo anche dopo che ha deciso di praticare il wrestling professionistico, guardando ogni volta gli incontri insieme agli altri membri.
Kanae Fujishita (藤下 香苗?, Fujishita Kanae)
Doppiata da: Rina Satō
Kanae è una giornalista che scrive articoli di werstling. In passato era una lottatrice della palestra Berserk, ed era una delle ragazze dell'epoca d'oro insieme alla sua amica Misaki e alla loro mentore Jackal. Ad un certo punto ha subito un infortunio alla schiena che l'ha costretta al ritiro. Ha un'innata capacità nel leggere le persone, riuscendo a capire che Misaki aiuta Sakura a causa del fatto che hanno un passato simile, nonostante questi affermi il contrario.
Jackal Tojo (ジャッカル東条?, Jakkaru Tōjō)
Doppiata da: Chiaki Takahashi
Campionessa del mondo nel circuito Shangri-La, arrivata in Giappone dagli Stati Uniti. Ricorda molto un'attrice di Hollywood dato che sembra una top model, ed è descritta come un eroe nazionale. Il suo vecchio nome da ring era "Mariko Tojo", che è anche il suo vero nome. Inoltre, è stata anche l'istruttrice che allenò Misaki, la quale a quel tempo stava subendo una serie di sconfitte come Sakura. Esattamente come lei percepisce il talento di Sakura nel wrestling, avendone conferma sfidandola ad un incontro che avrebbe dovuto disputare con Misaki, in quanto a pochi giorni dall'evento si era infortunata. Ha molte mosse speciali originali, come la "Jackal Comet Buster" e "Jackal Super Galaxy".
Juri Sanada (真田 朱里?, Sanada Juri)
Doppiata da: Kana Hanazawa
La presidente e top wrestler della palestra Miyabi, rivale della Berserk di cui un tempo faceva parte insieme a Misaki e Kanae, e 7° nel circuito mondiale Shangri-La. Juri sembra essere piuttosto pacata, tuttavia sa rivelarsi molto astuta. Nonostante ciò si dimostra gentile e amichevole, nonché un'eccellente insegnante in quanto ha aiutato Elena a diventare una lottatrice al pari di Sakura, prendendo in qualche occasione anche il suo ruolo come Blue Panther per coprirla. Come lottatrice, Juri è tanto forte quanto veloce, come dimostrato quando è stata in grado di eseguire un rapido sollevamento di una fireman lift powerslam e ha eseguito una rapida presa di sottomissione a un ritmo molto veloce. È, inoltre, brava nella combinazione che collega la sua tecnica originale "Juri Crusch" alla "Spider’s Web".
Lariat (ラリアット?, Rariatto)
Doppiata da: Yoshiko Hirano
Una wrestler conosciuta come “La quarta tigre”, basata sulla wrestler della federazione World Wonder Ring Stardom Yoshiko Hirano, cui presta anche la voce.

## Media

### Manga
La serie, scritta da ESE e disegnata da Kiyohito Natsuki, è stata serializzata sulla rivista Comic Earth Star di Earth Star Entertainment dal 12 ottobre 2011 al 12 dicembre 2013 in cinque volumi tankōbon.

#### Volumi
| Nº | Data di prima pubblicazione | Data di prima pubblicazione | Data di prima pubblicazione |
| Nº | Giapponese                  | Giapponese                  |                             |
| -- | --------------------------- | --------------------------- | --------------------------- |
| 1  | 12 ottobre 2011             | ISBN 978-4-80-300281-2      |                             |
| 2  | 12 aprile 2012              | ISBN 978-4-80-300329-1      |                             |
| 3  | 12 aprile 2012              | ISBN 978-4-80-300430-4      |                             |
| 4  | 12 settembre 2013           | ISBN 978-4-80-300503-5      |                             |
| 5  | 12 dicembre 2013            | ISBN 978-4-80-300517-2      |                             |

### Drama CD
È stato pubblicato un Drama CD insieme al primo volume del manga, con Aki Toyosaki e Yōko Hikasa rispettivamente nei ruoli di Sakura e Elena.

### Anime
Un adattamento anime, diretto da Rion Kujo, prodotto da Arms e con i designi dei personaggi a cura di Rin Shin, è andato in onda dal 6 ottobre al 22 dicembre 2013 su AT-X, Tokyo MX e YTV. Le sigle di apertura e chiusura sono rispettivamente Beautiful Dreamer di Kyoko Narumi e Fan Fanfare !!! di Ayana Taketatsu, Kana Asumi, Yuka Ōtsubo, Miku Itō e Sora Amamiya, mentre per l'episodio 8 la sigla finale è Sky Color Monologue di Kyoko Narumi. Dal 12 dicembre 2013 al 12 maggio 2014 sono andati in onda sei OVA, in seguito inclusi in tutti i volumi Blu-ray e DVD della serie.

#### Episodi
| Nº  | Titolo italiano (traduzione letterale) Giapponese 「Kanji」 - Rōmaji | In onda          | In onda |
| Nº  | Titolo italiano (traduzione letterale) Giapponese 「Kanji」 - Rōmaji | Giapponese       |         |
| 1   | È nata una idol wrestler 「アイドルレスラー誕生!」 - Aidoruresurā Tanjō! | 6 ottobre 2013   |         |
| 2   | Il debutto come professionista! 「プロデビュー!」 - Puro Debyū! | 13 ottobre 2013  |         |
| 3   | Mi arrendo! 「ギブアップ!」 - Gibuappu! | 20 ottobre 2013  |         |
| 4   | Questo è Wrestling professionistico! 「これがプロレスだ!」 - Kore ga Puroresuda! | 27 ottobre 2013  |         |
| 5   | La notte prima di un incontro decisivo 「決戦前夜!」 - Kessen Zen'ya! | 3 novembre 2013  |         |
| 6   | La rivincita! 「リベンジマッチ!」 - Ribenji Matchi! | 10 novembre 2013 |         |
| 7   | La campionessa del mondo arriva in Giappone! 「世界チャンピオン来日!」 - Sekai Chanpion Rainichi! | 17 novembre 2013 |         |
| 8   | La forza della campionessa mondiale! 「世界の力」 - Sekai no Chikara! | 24 novembre 2013 |         |
| 9   | La stupefacente novellina! 「驚異の新人!」 - Kyōi no Shinjin! | 1º dicembre 2013 |         |
| 10  | Il destino di Sakura! 「さくらの宿命!」 - Sakura no Shukumei! | 8 dicembre 2013  |         |
| 11  | Anima pura! 「ピュアソウル!」 - Pyua Sōru! | 15 dicembre 2013 |         |
| 12  | Per il mondo! 「世界へ!」 - Sekai e! | 22 dicembre 2013 |         |
| OAV | |                  |         |
| 1   | Lo scioccante Wrestling nel fango! 「衝撃の泥レスリング!」 - Shōgeki no Doro Resuringu! | 12 dicembre 2013 |         |
| 2   | Il letale sumo nel lubrificante! 「必殺のローション相撲!」 - Hissatsu no Rōshon Sumou! | 11 gennaio 2014  |         |
| 3   | La grande sfida! Il bagno nell’acqua bollente! 「大決戦! 熱湯風呂!」 - Daisakusen! Nettōburo! | 12 febbraio 2014 |         |
| 4   | Sakura Hagiwara e Misaki Toyota formano la Squadra dei Sogni! VS Yunbo Yamamoto e Hornet Vol. 1 「萩原さくら&豊田美咲 夢のタッグ結成! VS ユンボ山本&ホーネット VOL.1)」 - Hagiwara Sakura & Toyota Misaki Yume no Taggu Kessei! VS Yunbo Yamamoto & Hōnetto VOL. 1 | 12 marzo 2014    |         |
| 5   | Sakura Hagiwara e Misaki Toyota formano la Squadra dei Sogni! VS Yunbo Yamamoto e Hornet Vol. 2 「萩原さくら&豊田美咲 夢のタッグ結成! VS ユンボ山本&ホーネット VOL.2)」 - Hagiwara Sakura & Toyota Misaki Yume no Taggu Kessei! VS Yunbo Yamamoto & Hōnetto VOL. 2 | 12 aprile 2014   |         |
| 6   | Sakura Hagiwara e Misaki Toyota formano la Squadra dei Sogni! VS Yunbo Yamamoto e Hornet Vol. 3 「萩原さくら&豊田美咲 夢のタッグ結成! VS ユンボ山本&ホーネット VOL.3)」 - Hagiwara Sakura & Toyota Misaki Yume no Taggu Kessei! VS Yunbo Yamamoto & Hōnetto VOL. 3 | 12 maggio 2014   |         |